# Jurij Larionov
Jurij Nikolaevič Larionov (in russo Юрий Николаевич Ларионов?; Mosca, 6 luglio 1932 – 4 settembre 2008) è stato un cestista sovietico.

## Carriera
Con l'Unione Sovietica ha disputato i Campionati europei del 1951.